# 大高味川
大高味川（おおたかみがわ）は、愛知県岡崎市北東部を流れる河川。

## 概要
岡崎市大高味町から同市須淵町まで約9kmを流れている。愛知県道335号南大須鴨田線の須淵橋付近で乙川に流れ込み、矢作川にいたる。
大高味川の河水は、大高味町内の簡易水道により、岡崎市内で水道水として利用されている。
乙川など他の河川とともに、男川漁業協同組合が漁業権を持っている。